# 인누족
인누족(Innu, Ilnu), 인누트족(Innut) 또는 프랑스 통치기 명칭에 따른 몽타녜족(Montagnais)은 래브라도 동부와 퀘벡주 일부에 걸친 지역에 살던 퍼스트 네이션(원주민족)이다. 이들은 자신들의 전통적인 영토를 Nitassinan("우리 땅")이나 Innu-assi("인누족 땅")이라고 부른다.
이 지역에 수천 년 전부터 대대로 살아온 수렵채집민이다. 계절 사냥을 위해 이동하는 데 편하도록 동물 가죽으로 만든 이동식 텐트를 썼으며 전통적으로 순록, 무스, 사슴, 기타 작은 사냥감을 사냥하거나 덫을 놓아 잡으며 생계를 유지했다.
이들은 고대 몽타녜어에서 유래했을 다양한 방언의 인누어를 사용했는데 이는 크리어, 나스카피어와 함께 방언연속체를 이루는 알곤킨 계통의 언어로서 인근의 에스키모족이 사용하던 이누이트어와는 전혀 무관하였다.
크게 2개의 지역적 부족 집단으로 나뉘며 남단의 누타시콴 인누족(Nutashkuan)과 북단의 나스카피족(Naskapi)이 있다. 두 집단은 방언 차에 더하여 생활 양식이나 문화에도 조금 차이가 있었다. 예컨대 민족명을 남부에서는 "Ilnu", 북부에서는 "Innu"로 발음하였다.
현대에는 캐나다 퀘벡과 래브라도의 여러 인디언 보호구역이나 정착지에 28,960명(2016년)의 인누족이 거주하고 있다. 캐나다 정부의 북부 원주민 관리부에서는 여전히 "몽타녜"(Montagnais)라는 이름이 공식적으로 사용된다. 이름이 비슷한 이누이트족(Inuit)과의 혼동을 피하기 위해 "인누트"(Innut)이라는 복수형 명칭은 사용이 자제되고 있다.

## 같이 보기
- 퍼스트 네이션
- 이누이트족